# Spoorlijn 286
Spoorlijn 286 was een Belgische industrielijn in Mariembourg. De lijn liep van de aftakking Frasnes aan lijn 156 naar Mariemourg Zoning en was 0,7 km lang.

## Aansluitingen
In de volgende plaats was er een aansluiting op de volgende spoorlijn:
Y Frasnes
Spoorlijn 156 tussen Momignies en Hastière